# Arthur Suhle
Arthur Suhle (Berlino, 21 maggio 1898 – Berlino, 14 febbraio 1974) è stato un numismatico tedesco.
Il suo campo di studio sono la numismatica medievale, quella moderna e le medaglie.

## Biografia
Dal 1921 ha lavorato come collaboratore scientifico al Münzkabinett di Berlino, nel 1922 fu nominato curatore e nel 1928 fu nominato professore.
Dopo la morte di Kurt Regling, Suhle dal 1934 a 1945 è stato responsabile del Gabinetto e poi, dal 1945 al 1973 ne è stato direttore.
Ha anche insegnato dal 1946 al 1962 come professore della Università Humboldt di Berlino.

## Pubblicazioni
- Die deutschen Münzen des Mittelalters, Berlin, Verlag für Kunstwissenschaft, 1936
- Münzbilder der Hohenstaufenzeit. Meisterwerke romanischer Kleinkunst, Leipzig, Hiersemann 1938.
- Die deutsche Renaissance-Medaille. Ein Kulturbild aus der ersten Hälfte des 16. Jahrhunderts, Leipzig, Seemann 1950.
- Das Münzwesen Magdeburgs unter Erzbischof Wichmann, Magdeburg 1950
- Deutsche Münz- und Geldgeschichte von den Anfängen bis zum 15. Jahrhundert, Berlin 1955.
- Hohenstaufenzeit in Münzbild, München, Hirmer 1963.
- Mittelalterliche Brakteaten, Leipzig, Insel 1965.
- Die Münze. Von den Anfängen bis zur europäischen Neuzeit, Leipzig 1969

Vedi anche Lore Börner: Verzeichnis der Schriften von Arthur Suhle, in Forschungen und Berichte 11, 1968, 19-33.

## Riconoscimenti
Nel 1957 ha ricevuto la Archer M. Huntington Medal